# Žejski potok
Žejski potok je ponikalni potok, ki izvira severno od naselja Hotedršica v Hotenjskem podolju. Ponika po slabem kilometru toka, ob višjem vodostaju pa na severnem robu vasi Hotedrščica in se podzemno izteka v potok Logaščica, prav tako pa tudi v porečje Idrijce.